# Alles kitsch
Alles kitsch is het 95ste stripverhaal van De Kiekeboes. De reeks is getekend door striptekenaar Merho. Het album verscheen in november 2002.

## Verhaal
Door toedoen van Firmin Van de Kasseien komt Kiekeboe in het milieu der kunstvervalsers terecht. Van de Kasseien heeft namelijk het schilderij 'Het Oor' van Van Gock in zijn bezit, maar wil het verkopen aan kunsthandelaar Tuur Bulent. Hij is bereid om er 1 miljoen euro voor te betalen, maar Van de Kasseien wil niet, omdat het een erfstuk van de familie is, dat zijn vrouw Chichi te weten komt dat het schilderij is verkocht. Tuur Bulent stelt voor om het schilderij te verkopen en een perfecte kopie te maken en dat zelf te houden. De kopie zal worden gemaakt door Abraham Vaeder. Maar dan volgt voor Van de Kasseien de ene tegenslag na de andere: de prijs van het origineel is al na een dag gedaald tot 750.000 euro en wanneer hij dan eindelijk zijn schilderij bij Abraham Vaeder mag gaan afhalen, merkt hij dat die is neergeslagen en het originele schilderij is gestolen. Het is Tuur Bulent die het schilderij heeft gestolen en Marcel Kiekeboe moet het terug zien te vinden.
De dag zelf nog leest Kiekeboe in de krant dat Bulent een zwaar auto-ongeluk heeft gehad in het Franse Planches-près-Bédée. Via inspecteur Sapperdeboere komt hij meer te weten over Tuur Bulent. Tuur Bulent was namelijk op weg naar Cor Nichon, een rijke kunstverzamelaar, die nu mogelijk 'Het Oor' in zijn bezit heeft. Dat leidt de familie Kiekeboe naar het kleine stadje in de Jura, waar ze de ene na de andere criminele ontdekking doen...